# 1996年香港特別行政區行政長官選舉
1996年香港特別行政區行政長官選舉於1996年12月11日於英屬香港舉行，即香港主權移交之前6個半月。1996年香港人口6,217,556，其中只有400人（0.006%）是有資格投票的「推選委員會」委員。曾任英屬香港行政局非官守議員的董建華以320票當選（80%）。

## 選前政治背景

### 江澤民與董建華握手
1996年1月26日，全國人民代表大會香港特別行政區籌備委員會選出（以下簡稱「人大香港籌委會」）在北京成立，中共中央總書記、中國國家主席江泽民走進150多個籌委的人群裡，僅與董建華一人握手，普遍被喻為「眾裡尋他千百度」或「欽點」，英國和香港的政界和傳媒界由此知道江泽民在當年12月舉行的選舉裡中意董建華。

## 投票權人
1996年香港人口6,217,556，其中400人（0.006%）是有資格投票的人所組成的「推選委員會」。「推選委員會」委員由150名「人大香港籌委會」選出。這150名籌委包括香港籌委94名、中國大陸籌委56名。籌委從5,789名自薦的推选委员中篩選出2,545名候選人，再投票選出340名。這340人連同26名港區全國人大代表和34名港區全國政協委員，組成了400名有資格投票的「推選委員會」委員，主要為建制派的政商界名流。

## 候選人、初選
1996年10月，行政長官選舉開始接受報名，共有31名人報名。11月，籌委會第六次全體會議主任委員會議對報名人進行審查，並公佈候選人名單，共有8位，包括4名熱門候選人李福善、董建華、楊鐵樑及吳光正，以及其餘4位候選人杜森、區玉麟、蔡正矩及余漢彪。羅德丞和賈施雅亦曾表示有意參選，但未有報名。
1996年11月15日，推選委員會在香港會議展覽中心舉行第一次會議，並提名首任行政長官選舉候選人。投票在下午3時20分開始，歷時1小時。結果選出3名獲得超過50名推委提名的候選人，包括董建華、楊鐵樑及吳光正。
| 候選人 | 提名票 |
| ------ | ------ |
| 董建華 | 206    |
| 楊鐵樑 | 82     |
| 吳光正 | 54     |
| 李福善 | 43     |

## 選舉結果
1996年12月11日，香港特區第一屆政府推選委員會第三次全體會議舉行。董建華以320票當選，楊鐵樑及吳光正分別取得42票和36票。同年12月16日，國務院總理李鵬簽署國務院令，任命董建華為香港首任行政長官。
| 候選人 | 得票             | 當選 |
| ------ | ---------------- | ---- |
| 董建華 | 320（得票率80%） |      |
| 楊鐵樑 | 42               |      |
| 吳光正 | 36               |      |

## 資料來源
1. 1 2  香港政統計署.  (PDF). 1997年6月1日: 8-10  [2021-06-05]. （原始内容存档 (PDF)于2021-06-05）.
2. ↑  王俞. . 香港東方日報. 2015-07-02  [2021-06-03]. （原始内容存档于2021-11-30）.
3. ↑  . 香港蘋果日報. 2005-03-11  [2021-06-03]. （原始内容存档于2021-06-03）.
4. ↑  . 人民日报. 2008-04-22  [2021-06-05]. （原始内容存档于2021-06-05） –中央政府门户网站.
5. ↑  南方都市報 （页面存档备份，存于） 2005年3月11日

- 董建華當選第一屆特別行政區行政長官（页面存档备份，存于） 《頭條新聞》香港電台
- 董建華簡歷 （页面存档备份，存于）